# Gana
 Ovo je glavno značenje pojma Gana. Za druga značenja pogledajte Gana (razdvojba).
Gana je država u zapadnoj Africi. Na jugu izlazi na Gvinejski zaljev, dio Atlantskog oceana, a graniči na zapadu s Bjelokosnom Obalom, na sjeveru s Burkinom Faso te na istoku s Togom.

## Zemljopis

### Prirodna obilježja Gane
Reljef Gane uglavnom obilježavaju nizine, visoravni i blagi brežuljci. Uzvisine se nalaze samo na zapadu i krajnjem istoku zemlje, uz granicu s Togom (najviši vrh Mount Adjafato, 880 m). Na jugozapadu zemlje se nalazi gorje starog postanka izrazito bogato rudama. Središnji dio zauzima bazen rijeke Volte koja je oblikovala prostranu zavalu. Rijeka Volta je glavna rijeka Gane i ima veliko značenje u gospodarstvu osobito nakon što je na njoj sagrađena Akosombo brana. Nakon gradnje brane nastalo je veliko akumulacijsko jezero - jezero Volta, koje je jedno od najvećih umjetnih jezera na svijetu. Akumulacijsko jezero Volta ima površinu od 8500km2, a važno je kako za opskrbu Gane vodom tako i za opskrbu električnom energijom (ne samo Gane nego i susjednih država). Jezero Bosumtwi jedino je prirodno jezero u Gani.

### Klimatska - vegetacijska obilježja Gane
Gana je smještena u žarkom ili tropskom toplinskom pojasu što se između ostalog odražava i na njezinu klimu. Klima Gane se zbog izduženosti zemlje mjenja od juga prema sjeveru. Na sjeveru postoji jedno dugotrajno kišno razdoblje, dok se na jugu zemlje (bliže ekvatoru) javljaju dva kišna razdoblja, ali koja kraće traju. Središnja Gana pokrivena je gustom šumom čija se površina posljednjih desetljeća smanjuje zbog sječe, a sjeverne dvije trećine zemlje i uski obalni pojas prekriva savana. Šume prekrivaju 28% površine, a obradiva tla samo oko 1/4 površine Gane.U Gani ima i tvrdog tropskog drveća mahagonija i ebanovine za koje se često navodi da su to plemenite vrste drveta. Zbog velikih količina padalina tijekom godine krajevi na samom jugu zemlje uz Gvinejski zaljev su pogodni za rast mangrove šume.

## Povijest
Iako je moderna Gana preuzela ime srednjovjekovnoga trgovačkog carstva u zapadnoj Africi, nema povijesnih dokaza o povezanosti dviju država. Stara je Gana obuhvaćala područje današnje Mauritanije i Malija. Prije dolaska Europljana današnja je Gana bila periferno područje velikih carstava koja su imala središta na južnom rubu Sahare. Europljani su se od prvih kontakata krajem 15. stoljeća do sredine 19. stoljeća ograničili na osnivanje obalnih trgovačkih postaja u kojima se trgovalo uglavnom robovima i zlatom (otuda potječe i kolonijalni naziv Gane, Zlatna obala).
Francuski istraživači doprli su u Ganu još u 14. stoljeću, a možda je bilo feničanskih i grčkih puno ranije. Prva stalna naselja podigli su Portugalci 1471. godine, koji su 1482. prethodno do temelja spalivši selo mjesnog poglavice podigli tvrđavu poznatu pod imenom Elmina. Dobila je ime po obližnjim zlatnim rudnicima. Zatim su stigli Nizozemci, Danci, Šveđani, Prusi i Branderburžani. Stari dvorac u Accri koji se izdiže iz mora, a Britanci će ga 1900. pretvoriti u Guvernerovu palaču, podigli su 1661. danski trgovci robljem i nazvali Christianborg. Danci nisu napustili svoje posjede sve do 1850., a Nizozemci su to učinili tek 1872. godine.
Domorodački vlastodršci prije Europljana obično nisu bili tirani i nezadovoljni ih je narod mogao smijeniti. U kraljevini Džua Jan-Nkuanta, koje dinastija seže u 1630. godinu, tri poglavice svrgnute su s prijestolja 1915., 1936. i 1941. godine. Poglavičina supruga ili kraljica majka kudikamo je izazivala veće poštovanje od samog poglavice, pošto se nasljedstvo prenosilo po ženskoj crti. Vladar Ašantija nije smio izgubiti niti jedan dio tijela. Nije smio biti obrezan, niti može izvaditi žlijezde, slijepo crijevo ili zub. Mora biti "čitav". Ako bi kojom nesrećom izgubio prst, bio bi svrgnut. Ašanti su živjeli u sredini zemlje, a Fanti u obalnom pojasu. Moćni i borbeni Ašanti imali su uređeno kraljevstvo od 1660. godine, a živjeli su duboko u prašumi ne poznavajući ni kotač ni plug. Zbog ce-ce muhe nisu se bavili poljoprivredom, niti su gradili ceste. Išli su u pohode i prodavali roblje Europljanima na jugu i muslimanima na sjeveru. Pokapali su udave s pogrebnim počastima koje pripadaju ljudima. Vodili su osam raznih ratova i neprestano napadali Fante. Obalni pojas naseljen Fantima Britanci su pripojili svome carstvu još 1874. godine.
Britanci su u drugoj polovici 19. stoljeća istisnuli ostale kolonijalne sile i zauzeli unutrašnjost zemlje. Britanci su godine 1874. napredovali do Kumasija, glavnog grada Ašantija, te ga spalili do temelja. Potom je došlo do sporazuma između kraljice Viktorije i vladara naroda Ašanti, imenom Kofi, kojega su zvali kraljem kave. Godine 1895. – 1896. Britanci su zatražili od kralja Prempiha, vođe saveza naroda Ašanti, priznati protektorat. Pošto je ovaj to odbio, svrgnut je s prijestolja i odveden u progonstvo na Sejšelske otoke. 
Cijela zemlja Ašanti potpala je pod britansku krunu 1901., a britanski guverner ubrzo je tražio od Ašantija predati mu prijestolje poznato pod imenom Zlatna stolica. Kako su ovi odbili, Britanci su poveli i osmi rat protiv Ašantija. Nisu našli stolicu jer su ju Ašanti sakrili i pronađena je tek 1921. godine od strane radnika pri kopanju neke ceste. Ašanti su priprijetili novim ratom odnesu li Britanci stolicu u London, pa su Britanci popustili i nisu više pokazivali interes za nju. Vratili su kralja Prempiha iz progonstva, a 1935. priznali Zlatnu stolicu kao nerazdvojno svetu oznaku Ašantija. Ulogu trgovine robljem i zlatom u gospodarstvu preuzeo je plantažni uzgoj kakaovca i proizvodnja kakaa koji su donijeli Gani značajne prihode. Pokret za samoupravu i neovisnost koji je ojačao poslije drugog svjetskog rata doveo je zemlju do osamostaljenja 1957. kao prvu neovisnu državu "crne" Afrike, pod vodstvom karizmatičnog Kwame Nkrumaha.
Potkraj kolonijalnog doba, ranih 1950-ih, od 4 500 000 stanovnika današnje Gane tek 6 770 nisu bili domoroci. Od rečenih su tek 4 000 bili Englezi. Tada su domoroci 66% bili animisti ili sljedbenici tradicionalnih vjerovanja, oko 30% kršćani, a oko 4% muslimani. U Sjevernoj pokrajini je među 1 097 000 stanovnika bilo tek 20 sveučilišno obrazovanih osoba. Tamo su žene od odjeće nosile samo tzv. smokvin list, izrađen od trave, i to ostrag. Poneki ljudi imali su kitnjaste brazgotine nastale sakaćenjem lica, prave monograme. U koloniji je bilo oko 60 "najviših" poglavica. Kad bi umro član kraljevske obitelji, prvo bi ga pokopali na svetom groblju gdje bi tijelo počivalo do smrti nasljednika. Zatim bi se pokojnik prenosio u trajnu grobnicu, a nasljednikovo tijelo propisno bi zauzelo mjesto na groblju. Prije dolaska Britanaca bi po smrti poglavice dvorjani pobili nekoliko članova njegove pratnje i dio djece, kako ne bi bio usamljen u zagrobnom životu. Još ranih 1950-ih po smrti člana kraljevske obitelji ulice u Kumasiju bi opustjele jer se posluga plašila kako će ih pohvatati i pobiti u cilju uveličavanja pogrebnih svečanosti. Omiljen način pogubljenja u Ašantija bilo je zabijanje čavla u žrtvino čelo. U Accri je odvjetnik zarađivao 80 funti mjesečno, učitelj oko 10, policajac 8, kuhar 5-7, a kućni sluga oko 30 šilinga. Kumasi je imao nekih 60 000 stanovnika, od toga oko 700 Europljana. Ranih 1950-ih u njemu je podignuta bolnica s 510 postelja.
Ured za prodaju kakaoa Zlatne Obale tada je raspolagao pričuvama od 100 000 000 funti. Prvu mahunu donio je s Fernando Poa neki kovač domorodac 1879. godine. Neko je vrijeme u zemlji raslo samo jedno stablo, a njegov vlasnik dobivao je funtu za proizvedenu mahunu. Zatim se posredstvom švicarskih misionara i trgovaca počela razvijati industrija i od 1892. do 1896. cjelokupna proizvodnja iznosila je 12 t. Godine 1951. iznosila je okruglo 275 000 t. Međutim, iz Toga se onda proširila zaraza otečenih grančica koja je brzo zahvatila 10% od 500 000 000 stabala u zemlji. Crv koji nosi njen virus udružen je s mravom krematogasterom, koji ga štiti. Mrav se hrani medom ovog crva, dok crv uništava stabla kakaovca. Epidemija je izbila dok je kakao činio gotovo 70 % ganskoga izvoza. SAD je tada kupovao 38 % od toga. Američki izvoz iz Gane povećao se s 17 930 000 1917. na više od 80 000 000 dolara 1951. godine. Osim kakaoa, u velikim količinama uvožen je i mangan.
Vladavina Nkrumaha trajala je do 1966. kada je svrgnut u vojnom udaru. Njegova politika pan-afričkog socijalizma imala je pogubne posljedice po gospodarstvo; zemlja je nagomilala veliki vanjski dug, a nestašice hrane postale su redovita pojava. Od 1966. do 1981. trajalo je razdoblje političke nestabilnosti s čestim vojnim udarima i smjenama vlada. Do sada je Gana imala pet izabranih predsjednika i pet vojnih režima. Potkraj 1971. u Gani se uvidjelo kako vlada ne može poboljšati težak gospodarski položaj zemlje. Vrhunac je dosegnut 40-postotnom devalvacijom ganske valute, za što je uglavnom bilo krivo mahnito kratkoročno zaduživanje koje je negativnim posljedicama uvelike premašilo dugoročna zaduživanja u doba Nkrumaha. Tada vlast preuzima poručnik ratnog zrakoplovstva Jerry Rawlings koji je uspio poboljšati stanje u zemlji i dva puta, 1992. i 1996. pobijediti na relativno slobodnim predsjedničkim izborima. Rawlingsa je nakon izbora 2000. zamijenio oporbeni vođa John Kufuor. Nemiri u Bjelokosnoj Obali na početku 2000-ih pogodovali su Gani zbog rasta cijene kakaoa, njenog najvažnijeg izvoznog proizvoda, iako ni Gana nije bila pošteđena plemenskih sukoba na sjeveru zemlje.
Godine 2020. naoružana je buna nabuknula u Istočnoj Gani gdje separatisti hoće osnovati samostalni Zapadni Togo.

## Stanovništvo
Kao i mnogim drugim afričkim državama gansko je stanovništvo jezično heterogeno, tako da je engleski, jezik bivših kolonizatora, zadržan kao službeni i jezik međusobne komunikacije. Najbrojnije jezično-etničke skupine su Akan (44%), Moshi-Dagomba (16%), Ewe (13%) i Ga (8%). Među religijama najviše vjernika ima Kršćanstvo, nešto manje od dvije trećine stanovništva. Slijedi Islam s oko 12%, a ostatak čine uglavnom tradicionalne plemenske religije čiji elementi prožimaju i mnoge kršćanske i islamske obrede.
Najpoznatiji Ganac današnjice je Kofi Annan, bivši glavni tajnik Ujedinjenih naroda od 1997. do 2006. godine.                      

### Gospodarstvo
Gana ima sve prirodne preduvjete da postane gospodarski razvijena zemlja. Prirodna bogatstva Gane su plodno tlo te nalazišta zlata, dijamanata, nafte, zemnog plina i boksita. Glavno prirodno bogatstvo Gane je plodno tlo, a glavno rudno bogatstvo je zlato. Upravo iz tih razloga gospodarstvo Gane, kao i većine afričkih država, se temelji na poljoprivredi i rudarstvu. Zbog velikog bogatstva zlatom Europljani su obalu Gane još u 19. stoljeću prozvali Zlatna obala. Zbog proizvodnje kakaa iskrčene su velike šumske površine što je prouzročilo ekološke probleme - prvenstveno pojačanu dezertifikaciju. U vrijeme kad je cijena kakaa na svjetskom tržištu niska, Gana nedostatke u prihodima nadomješta sječom i izvozom drveta. 
Glavni izvozni proizvodi su zlato, kakao i drvo. Gana je među vodećim svjetskim proizvođačima i izvoznicima kakaa, a prema proizvodnji zlata je tek na 11 mjestu. Izvoz zlata za Ganu ipak ima vrlo veliko značenje. Najvažnija izvozna luka i industrijsko središte je Tema.  Izvozi se i električna energija proizvedena u hidroelektrani Akosombo na rijeci Volti.  Razlog zašto Gana unatoč povoljnim prirodnim preduvjetima ipak nije postigla zadovoljavajući gospodarski razvoj prvenstveno leži u dugoj kolonijalnoj prošlosti. Zbog nestabilnih političkih prilika Gana je i tijekom 1970-ih godina imala velikih gospodarskih problema, ali od 1990. do 2002. gospodarstvo je zabilježilo pozitivne promjene. BDP je u 2004. bio oko 2.300 USD po stanovniku, mjereno po PPP-u.

### Književnost
Tradicija literature u Gani nije stara. Jedan od prvih je bio autor i filozof Anton Wilhelm Amo (1703-1753), koji je živio dugo u Njemačkoj i tamo studirao filozofiju. Poslije oslobođenja, Ayi Kwei Armah (*1939) je pisao važne novele. Ama Ata Aidoo (*1942) i Amma Darko (*1956) su najpoznatije sadašnje spisateljice.

## Vanjske poveznice
- službena stranica države
- neslužbene informacije, novosti
- Povijest i kultura Gane  Arhivirana inačica izvorne stranice od 24. prosinca 2007. (Wayback Machine)